# 京都府舞鶴自動車学校
京都府舞鶴自動車学校（きょうとふまいづるじどうしゃがっこう）は、京都府舞鶴市にある一般財団法人舞鶴交通安全協会が運営する指定自動車教習所。

## 教習車種
- 大型自動車第一種・第二種
- 中型自動車第一種・第二種
- 普通自動車第一種・第二種
- 大型特殊自動車
- 普通自動二輪車
- 小型自動二輪車

## 周辺
- 国道27号
- 伊佐津川
- 舞鶴市立余内小学校

## その他
教習所の他に整備工場も運営している。